# Desdemona (nome)
Desdemona  è un nome proprio di persona italiano femminile.

## Varianti
- Femminili: Desdemone[2]

### Varianti in altre lingue
- Catalano: Desdèmona[4]
- Francese: Desdémone
- Inglese: Desdemona[5][6]
- Spagnolo: Desdémona[4]

## Origine e diffusione

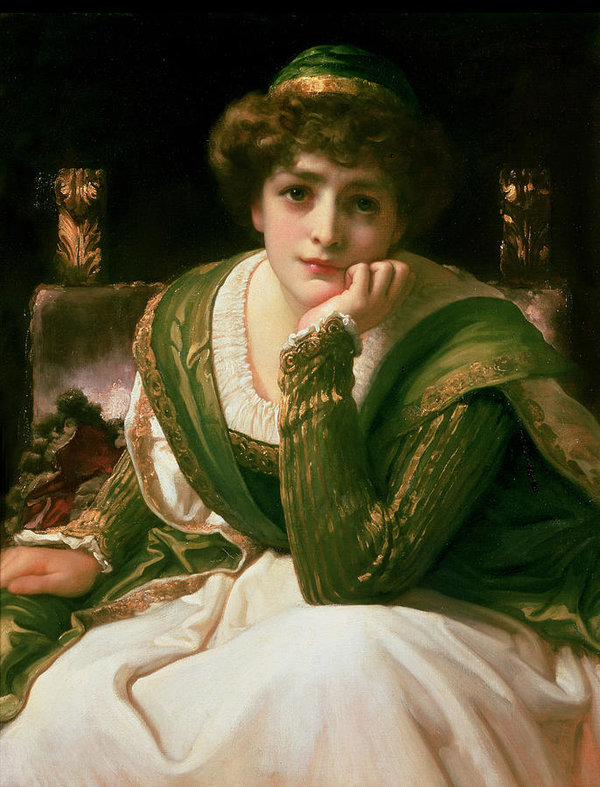
Desdemona, di Frederic Leighton

Nome di tradizione shakespeariana, ripreso dall'omonima figura dell'Otello, moglie del protagonista e da egli uccisa dopo essere stata ingiustamente accusata di adulterio; l'opera di Shakespeare è basata sugli Ecatommiti di Giambattista Giraldi, e di tutti i nomi dell'Otello Desdemona è l'unico che è stato tratto pressoché invariato dalla questa fonte, dove Disdemona è sempre un personaggio dal destino tragico. Giraldi trasse il nome dal termine greco antico δυσδαίμων (dysdaimon, "infelice", "sfortunato"), composto da δυσ- (dys-, prefisso con valore negativo) e δαίμων (daímōn, "sorte", "destino"), con il significato di "dal destino avverso", "disgraziata", "sfortunata", "nata sotto una cattiva stella".
Il nome in Italia è stato diffuso sia dall'opera di Shakespeare, sia da quelle di Rossini e Verdi che l'hanno seguita (rispettivamente 1816 e 1887); negli anni 1970 se ne contavano circa 2 500 occorrenze, di cui un quarto in Emilia-Romagna e le restanti sparse su tutto il territorio.

## Onomastico
Il nome è adespota, non avendo santa patrona. L'onomastico si può festeggiare il 1º novembre per la festa di Ognissanti.

## Persone
- Desdemona Balistrieri, attrice italiana,
- Nadia Desdemona Lioce, terrorista italiana

## Il nome nelle arti
- Desdemona è il nome scelto nell'adattamento italiano per Fuocofreddo, della serie animata Gargoyles.
- Desdemona è la protagonista del romanzo di Isabella Santacroce V.M.18.